# Roots Manuva
Roots Manuva, pseudonimo di Rodney Hylton Smith (Londra, 8 settembre 1972), è un rapper britannico.

## Biografia
Nato e cresciuto a Stockwell (Londra), è originario della Giamaica. Ha debuttato nel 1999 con la Big Dada pubblicando l'album Brand New Second Hand. Con il secondo album, uscito nel 2001, ha raggiunto il successo nel Regno Unito. Nel corso della sua carriera ha collaborato con diversi esponenti di musica elettronica e hip hop come Amon Tobin, DJ Shadow, Gorillaz, Coldcut, Massive Attack, Morcheeba e altri.

## Discografia
Album studio
- 1999 - Brand New Second Hand
- 2001 - Run Come Save Me
- 2002 - Dub Come Save Me
- 2005 - Awfully Deep
- 2006 - Alternately Deep
- 2008 - Slime & Reason
- 2010 - Duppy Writer
- 2011 - 4everevolution
- 2015 - Bleeds

EP
- 1995 - Next Type of Motion
- 2005 - Awfully De/EP
- 2013 - Banana Skank
- 2013 - Stolen Youth